# Вільям Джозеф Сіммонс
Вільям Джозеф Сіммонс (англ. William Joseph Simmons; 6 травня 1880 — 18 травня 1945) — засновник другого Ку-клукс-клану в ніч на День подяки 1915 р.
Сіммонс народився в Гарперсвіллі, штат Алабама. У молоді роки намагався вивчати медицину в Університеті Джона Гопкінса, служив у армії США під час іспансько-американської війни. Коли повернувся додому, став проповідником Методистської єпископальної церкви на півдні, але через неефективність в 1912 році його діяльність була припинена церквою.
Згодом Сіммонс проповідував ще у двох церквах і дванадцяти різних братських організацій, які процвітали на початку ХХ століття. Був відомий як «Джо», «Док» (з погляду на його медичну підготовку) або «полковник».
У листопаді 1915 Сіммонс з шістнадцятьма компаньйонами створює спілку пам'яті Ку-клукс-клану. Нові лицарі, захисники «Невидимої імперії», принесли присягу на Біблії під покровом прапора з зірками, на тлі палаючого хреста. Нововідтворена організація налічувала кілька сотень тисяч членів, а їхні акції тепер поширювалися не тільки на чорношкіре населення. З 1920-х років до списку жертв додалися євреї, католики, комуністи, лідери профспілкових і страйкових комітетів, нові іммігранти, особливо китайці, які втекли до США на початку XX століття. Пізніше до «чорного списку» організації були включені гомосексуали.